# Bronisław Wiktor
Bronisław Wiktor (ur. 21 lipca 1886 w Markowcach, zm. 15 września 1961 we Wrocławiu) – polski architekt, artysta malarz.

## Życiorys

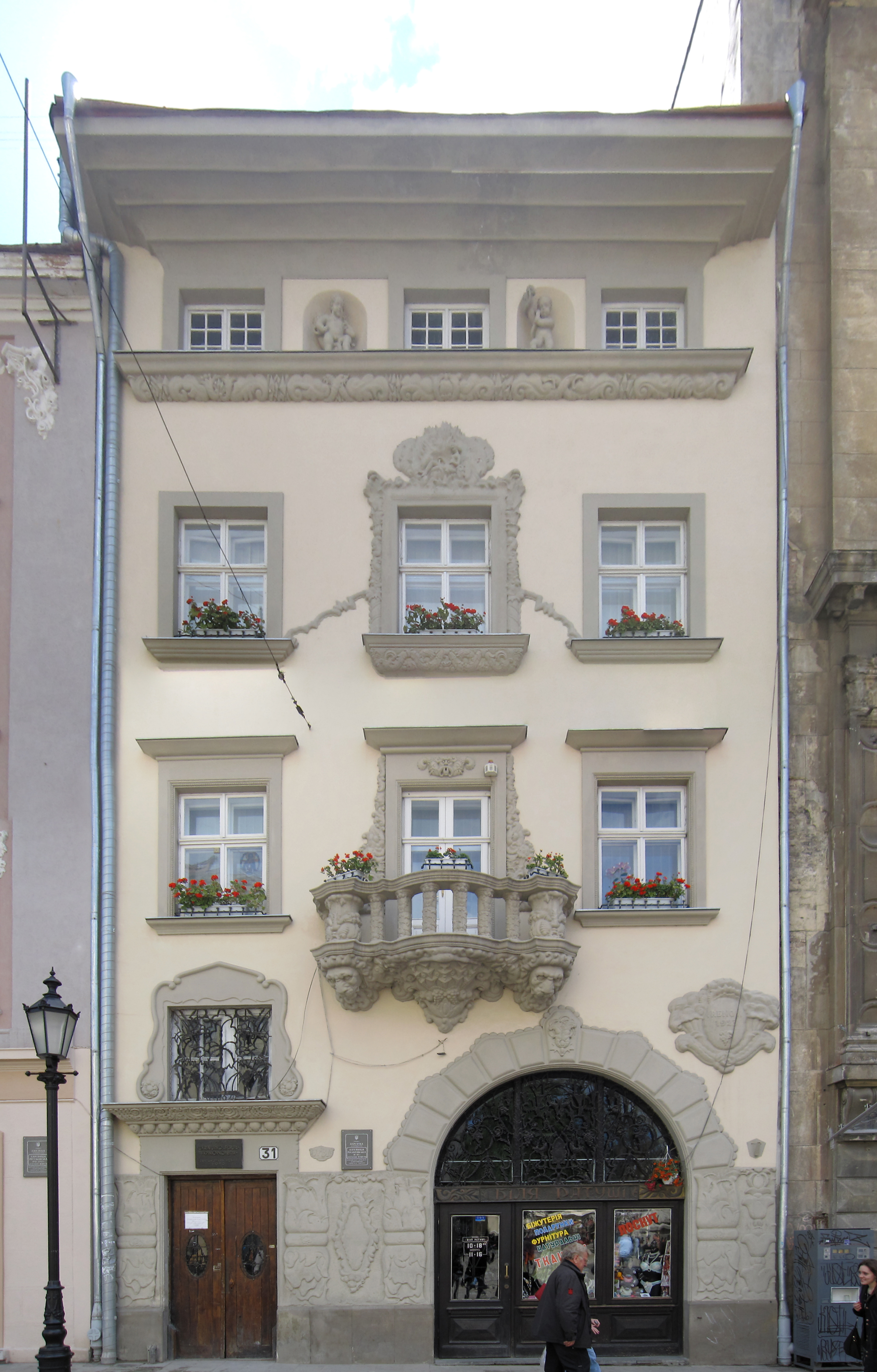
Kamienica Mazanczowska (Baczewskich) na lwowskim Rynku

Naukę rozpoczął w szkole ludowej w Felsztynie, a kontynuował w C. K. Gimnazjum Arcyksiężniczki Elżbiety w Samborze, W 1905 ukończył VIII klasę i zdał egzamin dojrzałości (w jego klasie byli m.in. Mieczysław Małek, Roman Pollak, Stanisław Porembalski). W tym samym roku wyjechał do Lwowa, gdzie rozpoczął studia na Politechnice, na Wydziale Architektury. Aby się utrzymać finansowo udzielał korepetycji, a od marca 1909 pracował w biurach architektonicznych u Jana Lewińskiego, Jana Popieleckiego, Karola Richtmana-Rudniewskiego, Józefa Sosnowskiego, Stanisława Ulejskiego i Juliana Zachariewicza. Od 1910 równolegle do studiów architektonicznych rozpoczął trzyletnie studia plastyczne w prowadzonej przez Stanisława Batowskiego Kaczora Szkole Malarstwa, od 1913 był przez rok asystentem w Katedrze Form Architektonicznych Politechniki Lwowskiej. Następnie rozpoczął służbę rządową w gubernialnym Departamencie X Architektury jako architekt kontraktowy. W 1916 obronił pracę dyplomową, a rok później został adiunktem budownictwa, w 1919 komisarzem i po roku starszym komisarzem w Urzędzie Wojewódzkim. Od 1923 przez rok był starszym asystentem w Katedrze Budownictwa Utylitarnego, w tym czasie był równocześnie nauczycielem w Państwowej Szkole Przemysłu Artystycznego, gdzie w 1932 odbył kurs grafiki pod kierunkiem Ludwika Tyrowicza. Uczelnia ta została w 1936 podniesiona do rangi uczelni wyższej, Bronisław Wiktor wykładał tam do 1939. Po zajęciu Lwowa przez Armię Czerwoną pozostał na uczelni, a po zajęciu miasta przez hitlerowców przeszedł do Nadzoru Technicznego Zarządu Miejskiego. W 1945 powrócił do pracy na uczelni, ale podczas wysiedlenia Polaków w 1946 został zmuszony do opuszczenia Lwowa i zamieszkał we Wrocławiu. Rozpoczął pracę na Politechnice Wrocławskiej jako starszy asystent w Katedrze Rysunku Odręcznego na Wydziale Architektury, w 1951 został adiunktem. Należał do Stowarzyszenia Architektów Polskich. Równolegle do pracy na Politechnice prowadził kursy rysunku odręcznego i malarstwa w Państwowym Ognisku Kultury Plastycznej, w 1952 jego działalność wyróżniono wojewódzką nagrodą artystyczną Dolnego Śląska.
Bronisław Wiktor poza pracą wykładowcy i architekta zajmował się również malarstwem i grafiką, należał do Lwowskiego Związku Artystów Polskich, po 1946 był członkiem wrocławskiego oddziału Związku Polskich Artystów Plastyków. Uczestniczył we wszystkich wystawach organizowany przez Związki m.in. w kraju we Lwowie, Wrocławiu, Krakowie, Poznaniu i Katowicach oraz zagranicą w Kijowie, Leningradzie i Moskwie.
Pochowany na Cmentarzu św. Wawrzyńca we Wrocławiu. 

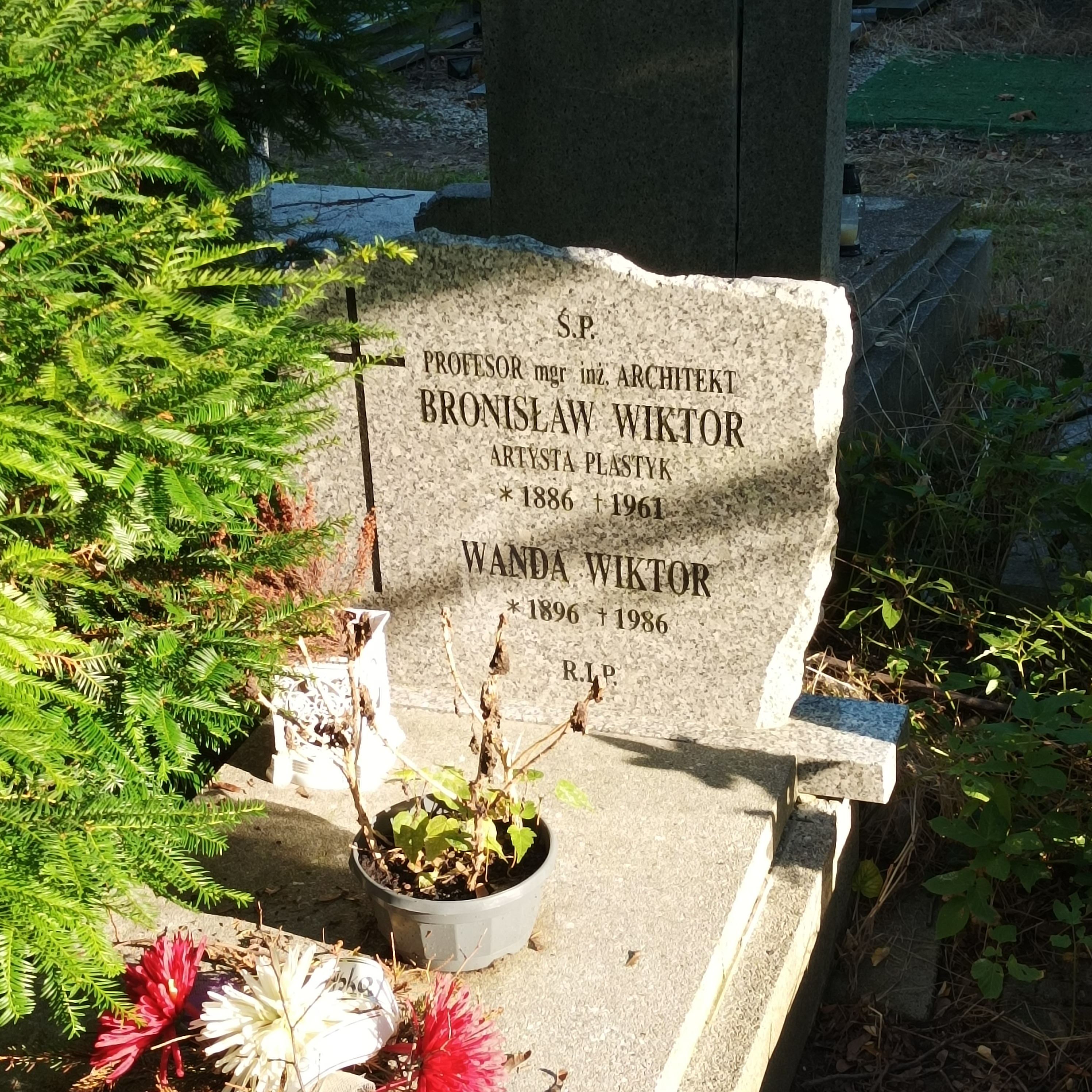
Grób Bronisława Wiktora na cmentarzu św. Wawrzyńca we Wrocławiu

## Działalność zawodowa

### Udział w konkursach architektonicznych

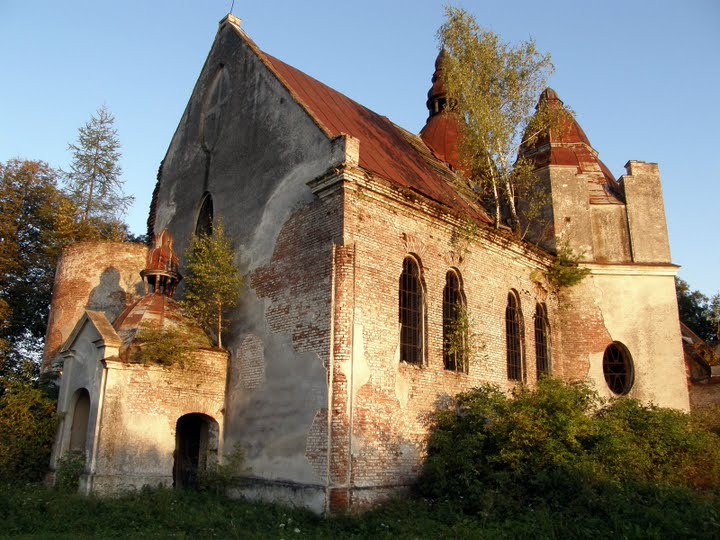
Zrujnowany kościół w Wołkowie

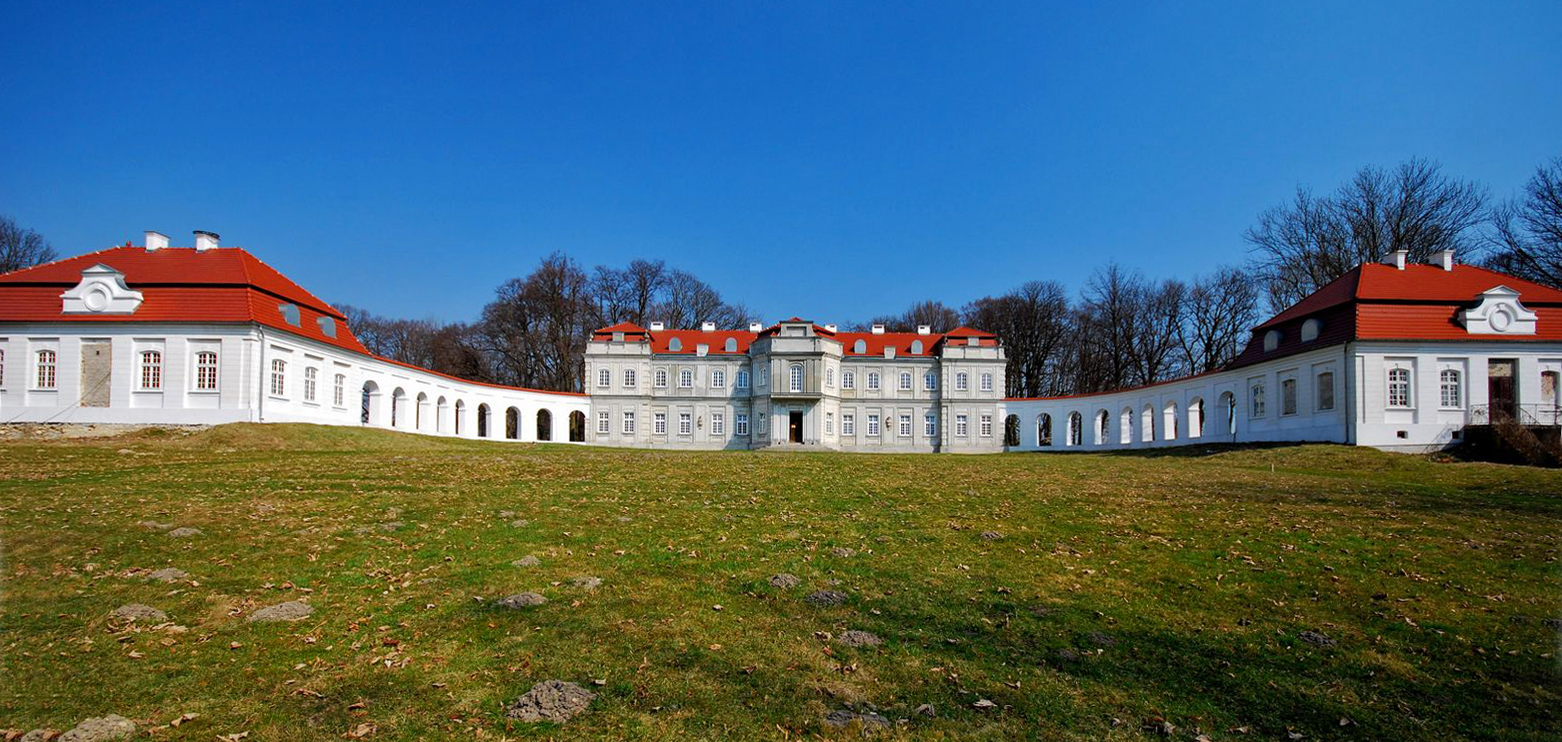
Pałac w Narolu

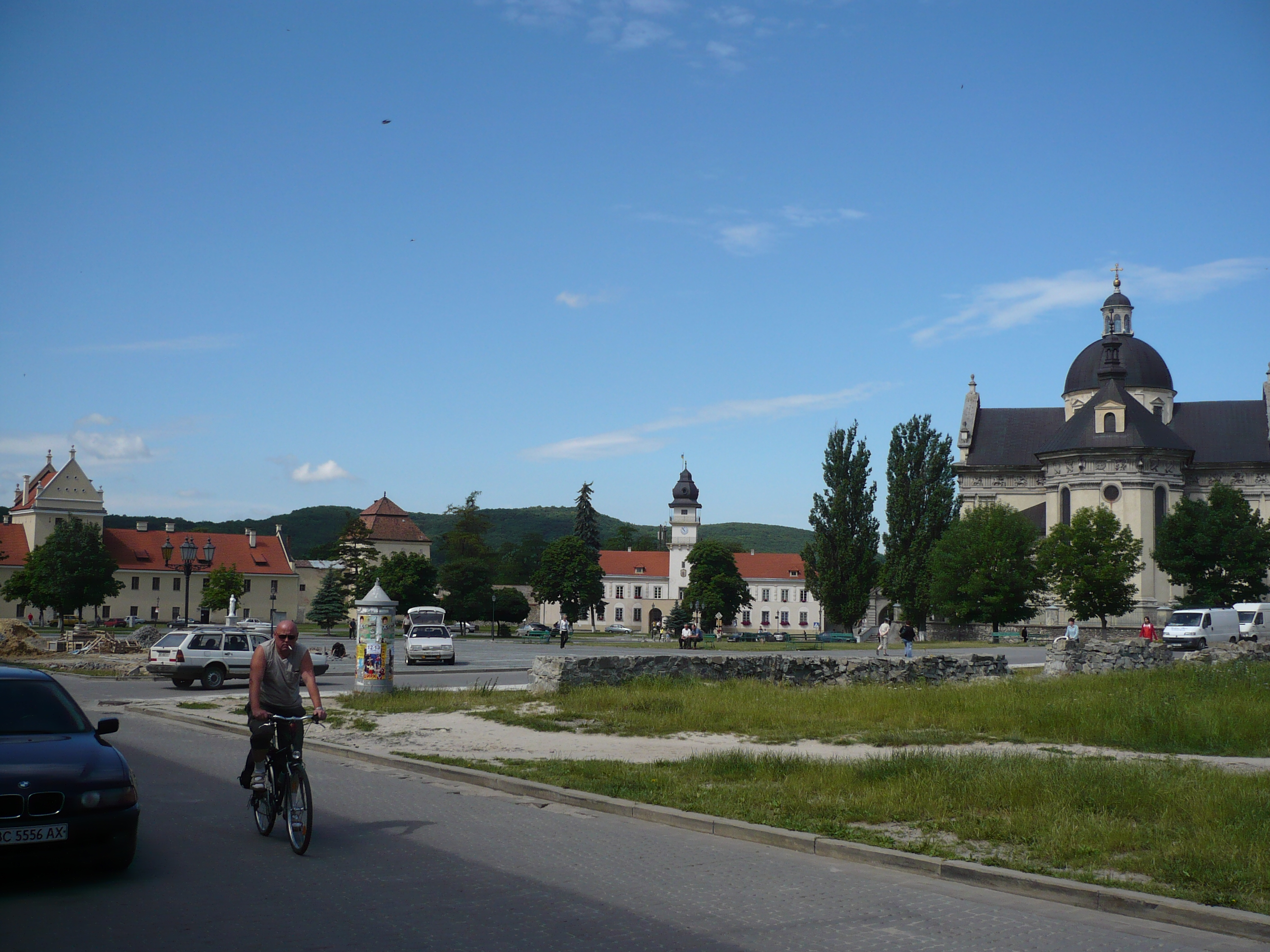
Ratusz w Żółkwi

- Rozbudowa pawilonu wystawowego Targów Wschodnich we Lwowie 1922 – I miejsce;
- Nowy gmach biblioteki Politechniki Lwowskiej 1928 – II miejsce;
- Sanatorium Kasy Chorych we Lwowie 1927 – I miejsce;
- Dom mieszkalny tzw. dom oficerów we Lwowie – III miejsce;
- Kościół św. Trójcy w Rudniku – II miejsce;
- Reprezentacyjny pawilon miasta Lwowa na Powszechnej Wystawie Krajowej – II miejsce.

### Projekty i kierownictwo budowy
- Kolonia mieszkaniowa dwudziestu siedmiu domów "Kresowy Dom" na Filipówce i Kwiatkówce we Lwowie;
- Szkoła w Felsztynie – projekt i kierownictwo;
- Rekonstrukcja pałacu w Narolu;
- Rekonstrukcja pałacu w Obroszynie;
- Ratusz w Żółkwi;
- Dom mieszkalny na potrzeby własne, elewacja według projektu Zygmunta Kurczyńskiego;
- Przebudowa kamienic Massarowskiej (Rynek 24) i Mazanczowskiej tzw. Baczewskich (Rynek 31);
- Przebudowa kamienic przy ulicy Stefana Batorego 5 i 9 we Lwowie;
- Rozbudowa kościoła św. Mikołaja w Wyżnianach;
- Rozbudowa kościoła św. Mikołaja we Lwowie;
- Rozbudowa kolegiaty Wszystkich Świętych w Kolbuszowej;
- Przebudowa w stylu art déco kościoła św. Michała w Starej Soli;
- Przebudowa kościoła św. Trójcy w Olesku;
- Budowa kościoła w Czarnuszowicach (współautor Witold Błada);
- Budowa kościoła w Dmytrowie;
- Budowa kościoła w Wołkowie;
- Budowa kościoła Ciemierzyńcach;
- Budowa kościoła w Borku Starym;
- Budowa kościoła pw. Najświętszej Panny Marii Królowej Korony Polskiej w Porchowej[4];
- Dobudowa kruchty i budowa wieży kościoła św. Anny we Lwowie;
- Przebudowa kościoła w Gródku Jagiellońskim;
- Budowa cerkwi Zaśnięcia Matki Bożej w Olszanicy;
- Odbudowa gmachu Muzeum Narodowego we Wrocławiu.

### Prace rzeźbiarskie
Bronisław Wiktor był autorem wielu rzeźb nagrobnych, które znajdują się na cmentarzu Łyczakowskim, są to grobowce m.in. rodziny Glattych (współautor Piotr Tarnawiecki), Olgi Schmelkesowej, Wilhelma Konstantego Stanica, księdza Stanisława Sokołowskiego, Zygmunta Gorazdowskiego, Gustawa Müldnera.

### Malarstwo
Dorobek malarski Bronisława Wiktora stanowi ponad sześćdziesiąt zachowanych akwareli, obrazów olejnych, grafik tworzonych metodą linorytu, suchej igły, akwaforty i akwatinty. Ponadto artysta pozostawił po sobie bogaty zbiór fotografii przedstawiających obiekty architektoniczne.